# Kajetan Gantar
Kajetan Gantar, slovenski literarni zgodovinar, klasični filolog, prevajalec, urednik, akademik * 11. oktober 1930, Ljubljana, † 16. junij 2022, otok Krk, Hrvaška.

## Življenjepis
Kajetan Gantar je otroštvo preživel v Celju, po vojni je končal gimnazijo v Ljubljani. S študijem klasične filologije na Filozofski fakulteti v Ljubljani je pričel leta 1950 in ga zaključil v štirih letih. Po odsluženi vojaški obveznosti je služboval kot gimnazijski profesor na Ptuju (1954–56) in bil nekaj časa v upravni službi kot referent za znanstvene zavode pri republiškem Sekretariatu za kulturo (1958-62), Leta 1958 je bil promoviran za doktorja literarnih znanosti. Znanstveno se je izpopolnjeval v Parizu, Ženevi, Heidelbergu in na Dunaju. Službo asistenta na Filozofski fakulteti je dobil leta 1962, docent je postal leta 1967, 1972 izredni, 1978 pa redni profesor na oddelku za klasično filologijo Filozofske fakultete za latinski jezik in književnost, na kateri je 1983–85 opravljal tudi funkcijo prodekana in bil večkrat predstojnik oddelka. Ob tem je ves čas, še dve leti po upokojitvi (1997), predaval tudi grško književnost. Gostoval je na različnih evropskih univerzah (v letih 1981–96 je s presledki enajst semestrov kot gostujoči redni profesor predaval grško in rimsko književnost na univerzi v Gradcu) ter z referati sodeloval na mnogih mednarodnih kongresih in simpozijih. Po upokojitvi je pridobil naziv zaslužnega profesorja Univerze v Ljubljani (1998). 
Leta 1993 je postal izredni, 1997 pa redni član SAZU, kjer je imel podpredsedniško funkcijo med leti 1999 in 2005 ter 2008-11 člana predsedstva; od 1997 delegata SAZU pri Mednarodni zvezi akademij v Bruslju; 1996–2002 je bil zastopnik Slovenije v Stalnem komiteju za humanistiko pri Evropski znanstveni fundaciji (ESF, s sedežem v Strasbourgu). V letih 2000-15 je bil tudi predsednik znanstvenega sveta Inštituta za kulturno zgodovino ZRC SAZU. Od 1984 je tudi redni član Akademije za pospeševanje latinščine (Academia Latinitati Fovendae) v Rimu, od 1995 dopisni član Propercijeve akademije v Assisiju, 2003 je bil izvoljen za rednega člana Evropske akademije znanosti in umetnosti v Salzburgu, 2006 za zunanjega člana Makedonske akademije znanosti in umetnosti (MANU, Skopje). 1994 je postal član Inštituta za srednjevropska kulturna srečanja (IICM v Gorici) in član Görres-Gesellschaft für Pflege der Wissenschaft (v Kölnu), 2009 tudi častni član celjske Mohorjeve družbe in častni senator Teološke fakultete Univerze v Ljubljani, 2020 pa še častni član Društva slovenskih katoliških pedagogov in 2022 zaslužni član Slovenske matice. 

## Delo
Kajetan Gantar je pomembno prevajalsko in uredniško ime. Od leta 1974 dalje je sourednik časopisa Živa antika v Skopju in časopisa Didactica Gandensia. Od leta 1983 do 1985 je bil predsednik Društva slovenskih književnih prevajalcev in od 2003 njegov častni član. Bil je član pravopisne komisije pri Slovenski akademiji znanosti in umetnosti (1981–88), 1981–96 član odbora za novi slovenski prevod Svetega pisma. Od ustanovitve 1974/75 do 1980 je bil prvi predsednik Društva za antične in humanistične študije Slovenije (2006 je postal njegov prvi častni član) ter 1980–83 predsednik Zveze društev za antične študije Jugoslavije. V letih 1975–85 je bil član Mednarodnega biroja za probleme pouka klasičnih jezikov (v Gentu) in uredniškega odbora časopisa Didactica Gandensia, od 1993 do 1999 predsednik državne maturitetne komisije za latinščino.   
Objavil je več zvezkov Literarnega leksikona, okoli tristo člankov in razprav v mednarodnih, slovenskih in nekdanjih jugoslovanskih znanstvenih ter strokovnih revijah in publikacijah. V njih se je ukvarjal z metaforiko, estetsko kompozicijo ter s problemi s področja jezikoslovja. Več razprav je posvetil predstavitvi nekaterih slovenskih ali v Sloveniji živečih latinskih piscev in slovenskih klasičnih filologov (Adam Bohorič, Tomaž Hren, J. A. Gladič, Gregor Dolničar,  J. V. Valvazor). Posvetil se je vplivu in sledem antike v slovenski književnosti v Brižinskih spomenikih, pri Janezu Svetokriškem, V. Vodniku, Kopitarju, Prešernu, Gregorčiču, Aškercu, Župančiču, Lovrenčiču, Alešu Ušeničniku, Jakobu Ukmarju, Alojzu Rebuli). Objavil je več prevodov iz antike (med drugim je poslovenil Homerja, Hezioda, Pindara, Sapfo, Ajshila, Sofokla, Evripida, Aristotela, Teofrasta, Teokrita, Heronda, Plutarha, Prokopija, Plavta, Terencija, Katula, Propercija, Horacija, Ovidija, iz grščine tudi več svetopisemskih knjig in iz latinščine nekaj srednjeveških besedil); k vsem prevodom je napisal tudi spremne študije in opombe. V seriji Literarni leksikon je objavil zvezke Helenizem (1978), Grške lirične oblike in metrični obrazci (1979) in Antična poetika (1985). Svoje izsledke o Horaciju je strnil v knjigi Študije o Horaciju (1993).
Za antologijo rimske lirike je prejel Sovretovo nagrado (1969), za prevod Plavtovih komedij pa nagrado Prešernovega sklada (1972). Leta 2010 je prejel Zoisovo nagrado za življenjsko delo na področju klasične filologije, 2022 pa tudi Prešernovo nagrado za življenjsko delo na področju prevajalstva.

## Izbrana bibliografija
Samostojne publikacije, razprave in članki
- Das II. Freisinger Denkmal und die gleicher Hand geschriebenen latenischen Texte: Freisinger Denkmäler, 1968, 185–194.(COBISS)
- Začetki filološke znanosti. Jezik in slovstvo, 1970, 182–191. (COBISS)
- Rimski komik Plautus in njegova Mostellaria: Gledališki list Slovenskega ljudskega gledališča Celje. Celje, 1970/71, 1–5. (COBISS)
- Helenizem. Ljubljana: Državna založba Slovenije, 1978, Literarni leksikon 3.(COBISS)
- Grške lirične forme in metrični obrazci. Ljubljana: Državna založba Slovenije, 1979,  Literarni leksikon 7.(COBISS)
- Kompozicija I. knjige Horacijevih Pesmi. Živa antika, 1984, 79–86. (COBISS)
- Antična poetika. Ljubljana: Državna založba Slovenije, 1985, Literarni leksikon 26. (COBISS)
- Moja srečanja s profesorjem Antonom Klasincem: Zbornik Anton Klasinc. Ptuj, 1998, 120–125.(COBISS)
- Pomen klasične filologije za slovensko kulturo in njen soustvarjalni delež: Uvod v klasično filologijo. Ljubljana, 1998, 173–180. (COBISS)
- Začetki klasične filologije na ljubljanski univerzi: Uvod v klasično filologijo. Ljubljana, 1998, 167–172. (COBISS)
- Vprašanja klasične in tradicionalne izgovarjave latinščine. Keria I, 1999, 3–12. (COBISS)
- Župančičev epigram o »reformatorju heksametra«. Keria II, 2000, 11–16. (COBISS)
- Spomini na ustanovitev Društva za antične in humanistične študije Slovenije. Keria II, 2000, 239–242. (COBISS)
- Nekateri pojavi in problemi dvojezičnosti v antičnem Rimu. Razprave II. razreda SAZU. Ljubljana, 2000, 137–154. (COBISS)
- Sovre Anton: Stari Grki [avtor dodatnega besedila]. Ljubljana: Slovenska matica, 2006. (COBISS)
- Utrinki ugaslih sanj. Ljubljana: Slovenska matica, 2005 (spomini - 1.knjiga) (COBISS)
- Zasilni pristanek. Ljubljana: Slovenska matica, 2011 (spomini -  2 .knjiga)
- Penelopin prt. Ljubljana: Slovenska matica, 2021 (spomini -  3. knjiga)

Prevajalsko delo
- Aristoteles, Poetika [Uvod, prevod in opombe]. Ljubljana, 1959. (Druga, dopolnjena izdaja: Ljubljana, 1982) (COBISS)
- Prokopij iz Cezareje, Pod Justinijanovim žezlom: Izbor iz Prokopijevih del [Prevod in spremne besede]. Ljubljana, 1961. (COBISS)
- Aishilos, Uklenjeni Prometej [Prevod, spremna beseda in opombe]. Maribor. Obzorja, 1962. (COBISS); 2020
- Aristoteles: Nikomahova etika [Prevod, opombe, terminološki slovarček]. Ljubljana: Cankarjeva založba, 1964. (COBISS)
- Horac, Pesmi [Izbor, prevod, spremna beseda, opombe]. Maribor: Obzorja, 1966. (COBISS)
- Rimska lirika [Izbor, prevod, uvod in opombe]. Ljubljana: Državna založba, 1968. (COBISS)
- Sapfo [Izbor, prevod in spremna beseda]: Lirika 1. Ljubljana: Mladinska knjiga, 1970. (COBISS)
- T. Maccius Plautus, Hišni strah [Prevod, spremna beseda]: Iz antičnega sveta 14. Maribor, 1971. (COBISS)
- Heziod, Teogonija - Dela in dnevi [Prevod, spremna beseda]: Kondor 149. Ljubljana, 1974. (COBISS)
- Sofokles, Antigona [Prevod, spremna beseda]: Iz antičnega sveta 18. Maribor, 1974. (COBISS)
- Pindar [Prevod, spremna beseda in pojasnila]: Lirika 43. Ljubljana: Mladinska knjiga, 1980. (COBISS); 2020
- Apostolska dela: Sveto pismo Nove zaveze. Ljubljana, 1984, 337–404. (COBISS)
- Sofokles, Elektra: Iz antičnega sveta 24 [Prevod]. Maribor: Obzorja, 1985, 89–102. (COBISS)
- Titus Maccius Plautus, Aulularia ali komedija o loncu [Prevod, spremna beseda in opombe]: Iz antičnega sveta 27. Maribor, 1991. (COBISS)
- Homer, Odiseja [Avtor dodatnega besedila, urednik, prevajalec]. Ljubljana: Mladinska knjiga, 1992. (COBISS)
- Dnevnik cesarja Marka Avrelija (2. popravljena izdaja prevoda Antona Sovreta, 1971, 3. izd. 2025)